# کیلدره
کیلدره (به عربی: كيلدره) یک روستا در عراق است که در استان سلیمانیه واقع شده‌است.